# Stactobia aurea
Stactobia aurea är en nattsländeart som först beskrevs av Martin E. Mosely 1939.  Stactobia aurea ingår i släktet Stactobia och familjen smånattsländor. Inga underarter finns listade i Catalogue of Life.